# Neocinnamomum delavayi
Neocinnamomum delavayi är en lagerväxtart som först beskrevs av Paul Lecomte, och fick sitt nu gällande namn av H. Liou. Neocinnamomum delavayi ingår i släktet Neocinnamomum och familjen lagerväxter. Inga underarter finns listade i Catalogue of Life.